# Cmentarz Gunnersbury
Cmentarz Gunnersbury (ang. Gunnersbury Cemetery, znany też jako Kensington Cemetery) – cmentarz komunalny w Londynie, pozostający w zarządzie gminy Kensington and Chelsea, choć geograficznie położony na obszarze gminy Hounslow. 

## Historia i charakterystyka
Został otwarty w 1929 na terenie bezpośrednio przylegającym do parku o takiej samej nazwie. Zajmuje powierzchnię ok. 8,9 hektara. Jest miejscem szczególnie blisko związanym z londyńską Polonią, zwłaszcza jej częścią wywodzącą się z emigracji z okresu II wojny światowej. Spoczywa tu wielu zasłużonych działaczy emigracyjnych i dowódców wojskowych, zaś od 1976 na terenie cmentarza znajduje się pierwszy w Wielkiej Brytanii Pomnik Katyński.

## Pochowani
Na cmentarzu Gunnersbury spoczywają m.in.: 
- Józef Grad-Soniński
- Józef Haller – przeniesiony do Krakowa w 1993 r.
- Eugeniusz Hinterhoff
- Tadeusz „Bór” Komorowski - przeniesiony do Warszawy w 1994 r.[1]
- Stefan Mękarski
- Zygmunt Milewicz
- Bronisław Kuśnierz
- Kazimierz Pacewicz
- Carol Reed
- Kazimierz Sabbat
- Kazimierz Sawicki
- Paweł Edmund Strzelecki – przeniesiony do Poznania w 1997 r.
- Aston Webb
- Tadeusz Żenczykowski